# Josep Lluís Gómez Mompart
Josep Lluís Gómez Mompart es catedrático emérito de Periodismo en la Universidad de Valencia donde impulsó la gestación de los estudios de Periodismo a partir del año 1998.

## Biografía
Antes había sido profesor titular en la Universidad Autónoma de Barcelona, director de su Departamento de Periodismo en la Facultad de Ciencias de la Información de la UAB y de la revista de comunicación Anàlisi. Ha publicado más de un centenar de artículos, participado en proyectos de investigación I+D+I y actualmente es uno de los directores científicos de la colección "Aldea Global" de Comunicación impulsada por la Universidad Autónoma de Barcelona, Universidad Jaume I, Universidad Pompeu Fabra y Universidad de Valencia.
Es uno de los redactores del Informe de los expertos académicos en comunicación para la Corporación Valenciana de Medios de Comunicación, por encargo de las Cortes Valencianas, a partir del cual se elaboró la ley de creación de los nuevos medios audiovisuales de servicio público (À punt Media), y miembro fundador y colaborador permanente de la MESAV (Mesa del Sector Audiovisual Valenciano).
Ha sido presidente de la Asociación de Historiadores de la Comunicación y fundador de la Asociación Española de Investigación de la Comunicación (AEIC) -actualmente socio de honor, y de la Asociación de Universidades con Titulaciones de Información y Comunicación (ATIC), de la que fue vicepresidente y vocal de su junta hasta 2018.
Ha sido profesor invitado en varias universidades españolas (UCM, US, UMA, USC, UPB, UCIIIM y URJC) y extranjeras de USA, México, Argentina, Colombia y Chile.
En la UV realizó la laudatio de Iñaki Gabilondo como doctor honoris causa y, en la UAB, de Manuel Vázquez Montalbán, .
Durante tres lustros ejerció el periodismo profesional como redactor jefe en Mundo Internacional, Mundo Diario, Diario de Barcelona y El Viejo Topo; como redactor y reportero de TVE-Circuito Catalán; como director y coguionista de la serie "El Oficio de Aprender" de TV3; como corresponsal del semanario Doblón, y como colaborador, entre otros, los siguientes medios: Avui, El Noticiero Universal, Punt Diari, Triunfo, Barcelona. Metrópolis Mediterránea, El Temps, Interviú, Butifarra !, El Jueves, L'Hospitalet Información y Baix Llobregat.

## Premios
Recibió el Premio extraordinario de Doctorado y el Premio del Institut d'Estudis Catalans a la mejor tesis doctoral en Periodismo con el estudio que luego publicó, en 1992, como libro: La génesi de la premsa de masses a Cataluña (1902-1923).

## Libros
- El humor y la cultura política en la España contemporánea (2018)
- El humor frente al poder (2015)
- La calidad periodística (2013)
- La risa periodística (2010)
- Historia del periodismo universal (1999)
- Alternativas en comunicación (1983)
- Los titulares en prensa (1982)